# Pietro Trivulzio

Stemma base della famiglia Trivulzio

Pietro Trivulzio (Milano, ... – Tortona, 1º dicembre 1473) è stato un politico italiano.

## Biografia
Era figlio di Giangiacomo Trivulzio e Antonia Fagnani. Al servizio degli Sforza, presenziò all'insediamento di Francesco Sforza come duca di Milano. Questi, nel 1466, lo nominò consigliere ducale e l'anno dopo lo infeudò nelle terre di Trivulzio Lodigiano. Nel 1469 ottenne la nomina di luogotenente ducale della città di Alessandria e nel 1470 prestò giuramento di fedeltà a Galeazzo Maria Sforza. Fu nel 1472 governatore di Tortona, dove morì nel 1473.

## Discendenza
Pietro sposò Laura Bossi, dalla quale ebbe sette figli:
- Elisabetta, sposò Francesco Landriani
- Luigi (?-1508), ambasciatore, sposò Lucrezia Visconti
- Francesco, religioso
- Giovanni (?-1508), sposò Angiola Martinengo
- Antonio (1457-1508), Cardinale
- Giulia, sposò Gian Pietro Homate
- Teodoro (1458-1532), condottiero